# Hammam Bouhanifia
Hammam Bouhanifia (Aquae Sirenses à l'époque romaine) est un bain romain qui existe depuis 2 000 ans. Il est situé dans la commune de Bou Hanifia, site touristique et thérapeutique, à 24 km à l'ouest de Mascara (dans la wilaya de Mascara). Son exploitation remonte à l'époque romaine.

## Appellations
- Latines : Aquae Sirenses
- Locales : Hammam Bouhanifia, حمام بوحنيفية